# 馬以工
馬以工（1948年—），臺灣環保提倡人士，生於台灣台北市，籍貫南京市。曾任監察委員，現為臺北市廉政委員。

## 簡介
中原大學建築系畢業，美國紐澤西州州立大學都市及區域計劃碩、博士生。
1992年主持創辦中華大學景觀建築系，並任首任系主任。
1999年2月首次出任監察委員。2008年經馬英九總統提名立法院通過，於2008年8月1日再次擔任監察委員。

## 文學成就
- 解嚴前後，馬以工曾積極為文著書，呼籲台灣人保護環境。
- 1983年獲吳三連文藝獎。
- 與之同時關心環保的台灣作家有韓韓、心岱、楊憲宏、洪素麗、劉克襄、曾貴海、廖莫白等人。當時，有不少台灣的詩人、小說家、散文、報導文學作家關注台灣的環境惡化問題，以之為題材進行創作，甚至親自投入環保運動。[3]

## 出版
- 《我們只有一個地球》
- 《自然保育》
- 《環境科學入門》
- 《城市生態》
- 《一百分媽媽》
- 《中國人傳承的歲時》
- 《一步也不讓》
- 《中國人的生命禮俗：嘉禮篇》
- 《食粥百味足》
- 《歲時律動：智慧四千年的二十四節氣》
- 《絣織紅縷：紅樓夢與乾隆的十三道陰影》
- 《石頭記的虛幻與真實：重讀紅樓夢》
- 《玉山國家公園》
- 《尋找老台灣》[4]
- 《自然之美》[5]
- 《歷史建築》[6]
- 《幾番踏出阡陌路》[7]
- 《再見林安泰》[8]
- 《觀象知時》
- 《自然百景 : 臺灣地區的自然景觀與生態資源》
- 《文化地景設置可行性研究 : 以暖暖水庫與暖暖淨水場為案例》
- 《我國海外華僑文教服務中心之定位與功能專案調查研究報告》
- 《我國對外邦誼資源運用之區域分配與成效檢討專案調查研究報告》
- 《政府機關於獎勵土地所有權人辦理市地重劃制度所扮演角色之專案調查研究報告》
- 《海岸地區觀光資源管理之研究以花蓮為例 (英文名稱：The study of tourism management in coastal zone-haulian case)》
- 《應用景觀生態理論於土地使用規劃之研究以新竹科學城之發展為案例模擬》